# Edgar Estrada
Edgar Eladio Estrada Solís, ou simplement Edgar Estrada, né le 16 novembre 1967 à Guatemala City au Guatemala, est un footballeur international guatémaltèque, qui jouait en tant que gardien de but.
Il compte 80 sélections en équipe nationale entre 1995 et 2003.

## Biographie

### Sélection
Edgar Estrada est convoqué pour la première fois par le sélectionneur national Jorge Roldán pour un match de la Coupe UNCAF 1995 face au Belize le 1er décembre 1995 (victoire 1-0). Il reçoit sa dernière sélection le 27 août 2003 contre le Pérou, où il sort à 46e minute à la place de Paulo César Motta (0-0).
En janvier 2001, après avoir pris 5 buts lors d'une défaite contre le Costa Rica, qui a éliminé le Guatemala de la Coupe du monde 2002, il a été très critiqué dans son pays, et il a reçu des menaces de mort. Il n'a plus joué en équipe nationale pendant un an. Il est apparu dans trois autres matches officiels pour le Guatemala, avant de se retirer de l'équipe nationale en 2003.
Il dispute cinq Gold Cup (en 1996, 1998, 2000, 2002 et 2003). Il participe également à trois Coupes UNCAF (en 1995, 1997 et 1999).
Il compte 80 sélections avec l'équipe du Guatemala entre 1995 et 2003. Il était le joueur le plus capé de la sélection, jusqu'à ce que Juan Carlos Plata le dépasse en 2005.

## Palmarès
- Avec l'Aurora CF :
  - Champion du Guatemala en 1993
- Avec le CSD Comunicaciones :
  - Champion du Guatemala en 1995, 1997, 1998, 1999, A. 2000, A. 2002 et C. 2003
- Avec le CSD Municipal :
  - Champion du Guatemala en A. 2001 et C. 2002